# ガンビアタイヨウリス
ガンビアタイヨウリス (Heliosciurus gambianus) は、ネズミ目（齧歯目）リス科タイヨウリス属に属するリスの1種。

## 分布
サブサハラアフリカに広く分布する。具体的にはセネガル、ガンビア、ギニアビサウ、ギニア、シエラレオネ、リベリア、コートジボワール、ブルキナファソ、ガーナ、トーゴ、ベナン、ナイジェリア、カメルーン、チャド（南部）、中央アフリカ共和国、スーダン（南部; マッラ山脈に孤立した個体群あり）、エリトリア、エチオピア、ケニア（北西部）、タンザニア（南西部）、ウガンダ、コンゴ民主共和国（南部）、ザンビア、アンゴラ（中央部）に見られる。

## 形態
体長15.5-21センチメートル、尾長15.5-31センチメートル。体毛は、斑入りのオリーブ色がかった茶色で、黄色、茶色、灰色の縞がある。目には白い縁取りがあり、尾には14本の縞模様が入る。

## 生態
サバンナの森林地帯に生息し、河岸林やサバンナでも観察されている。農地にも生息し、特にアブラヤシのプランテーションで見られる。昼行性で地上と樹上の両方で生活し、危険を察知すると樹上に避難する。単独生活者で、樹洞に葉を敷いて巣を作る。